# Nationalligaen 2009
La Nationalligaen 2009 è stata la 21ª edizione del campionato di football americano di primo livello, organizzato dalla DAFF.

## Squadre partecipanti
| Club                  | Città     | Stadio | Sponsor ufficiale | Risultato nella stagione 2008 |
| --------------------- | --------- | ------ | ----------------- | ----------------------------- |
| Copenhagen Towers     | Gentofte  |        |                   |                               |
| Herlev Rebels         | Herlev    |        |                   |                               |
| Hvidovre Stars        | Hvidovre  |        |                   |                               |
| Kronborg Knights      | Helsingør |        |                   |                               |
| Slagelse Wolfpack     | Slagelse  |        |                   |                               |
| Søllerød Gold Diggers | Rudersdal |        |                   |                               |
| Triangle Razorbacks   | Vejle     |        |                   |                               |

## Stagione regolare

### Calendario

#### 1ª giornata
| 18 aprile 2009 | Triangle Razorbacks | 15 – 6 | Hvidovre Stars |  |

| 19 aprile 2009 | Kronborg Knights | 19 – 2 | Slagelse Wolfpack |  |

#### 2ª giornata
| 25 aprile 2009 | Copenhagen Towers | 32 – 0 | Slagelse Wolfpack |  |

| 25 aprile 2009 | Hvidovre Stars | 13 – 14 | Søllerød Gold Diggers |  |

| 26 aprile 2009 | Herlev Rebels | 29 – 20 | Kronborg Knights |  |

#### 3ª giornata
| 2 maggio 2009 | Kronborg Knights | 25 – 42 | Søllerød Gold Diggers |  |

| 2 maggio 2009 | Herlev Rebels | 27 – 35 | Hvidovre Stars |  |

| 3 maggio 2009 | Copenhagen Towers | 7 – 42 | Triangle Razorbacks |  |

#### 4ª giornata
| 8 maggio 2009 | Søllerød Gold Diggers | 9 – 21 | Hvidovre Stars |  |

| 10 maggio 2009 | Kronborg Knights | 26 – 35 | Herlev Rebels |  |

#### 5ª giornata
| 16 maggio 2009 | Copenhagen Towers | 28 – 14 | Kronborg Knights |  |

| 17 maggio 2009 | Slagelse Wolfpack | 9 – 58 | Triangle Razorbacks |  |

#### 6ª giornata
| 21 maggio 2009 | Hvidovre Stars | 21 – 7 | Kronborg Knights |  |

| 24 maggio 2009 | Søllerød Gold Diggers | 20 – 19 | Herlev Rebels |  |

#### 7ª giornata
| 30 maggio 2009 | Copenhagen Towers | 19 – 25 | Søllerød Gold Diggers |  |

| 30 maggio 2009 | Slagelse Wolfpack | 3 – 27 | Herlev Rebels |  |

#### 8ª giornata
| 6 giugno 2009 | Herlev Rebels | 27 – 0 | Copenhagen Towers |  |

| 6 giugno 2009 | Triangle Razorbacks | 51 – 12 | Kronborg Knights |  |

| 7 giugno 2009 | Søllerød Gold Diggers | 24 – 0 | Slagelse Wolfpack |  |

#### 9ª giornata
| 14 giugno 2009 | Slagelse Wolfpack | 7 – 15 | Copenhagen Towers |  |

| 14 giugno 2009 | Triangle Razorbacks | 34 – 13 | Herlev Rebels |  |

#### 10ª giornata
| 20 giugno 2009 | Hvidovre Stars | 42 – 7 | Copenhagen Towers |  |

| 21 giugno 2009 | Herlev Rebels | 33 – 43 | Triangle Razorbacks |  |

| 21 giugno 2009 | Slagelse Wolfpack | 0 – 43 | Søllerød Gold Diggers |  |

#### 11ª giornata
| 27 giugno 2009 | Slagelse Wolfpack | 6 – 58 | Hvidovre Stars |  |

| 28 giugno 2009 | Søllerød Gold Diggers | 47 – 3 | Copenhagen Towers |  |

| 28 giugno 2009 | Triangle Razorbacks | 42 – 6 | Kronborg Knights |  |

#### 12ª giornata
| 29 agosto 2009 | Kronborg Knights | 0 – 30 | Copenhagen Towers |  |

| 30 agosto 2009 | Søllerød Gold Diggers | 27 – 28 | Triangle Razorbacks |  |

| 30 agosto 2009 | Hvidovre Stars | 14 – 0 | Herlev Rebels |  |

#### 13ª giornata
| 5 settembre 2009 | Hvidovre Stars | 49 – 0 | Slagelse Wolfpack |  |

| 6 settembre 2009 | Kronborg Knights | 14 – 40 | Triangle Razorbacks |  |

#### 14ª giornata
| 13 settembre 2009 | Copenhagen Towers | 0 – 8 | Hvidovre Stars |  |

| 13 settembre 2009 | Herlev Rebels | 27 – 6 | Slagelse Wolfpack |  |

### Classifica
La classifica della regular season è la seguente:
- PCT = percentuale di vittorie, G = partite giocate, V = partite vinte, P = partite perse, PF = punti fatti, PS = punti subiti

#### Danish Conference
| Pos. | Squadra             | PCT   | G  | V  | N | P | PF  | PS  |
| ---- | ------------------- | ----- | -- | -- | - | - | --- | --- |
| 1    | Triangle Razorbacks | 1.000 | 10 | 10 | 0 | 0 | 382 | 152 |
| 2    | Herlev Rebels       | .500  | 10 | 5  | 0 | 5 | 237 | 201 |
| 3    | Kronborg Knights    | .100  | 10 | 1  | 0 | 9 | 143 | 320 |

#### National Conference
| Pos. | Squadra               | PCT  | G  | V | N | P  | PF  | PS  |
| ---- | --------------------- | ---- | -- | - | - | -- | --- | --- |
| 1    | Hvidovre Stars        | .800 | 10 | 8 | 0 | 2  | 267 | 85  |
| 2    | Søllerød Gold Diggers | .700 | 10 | 7 | 0 | 3  | 276 | 157 |
| 3    | Copenhagen Towers     | .400 | 10 | 4 | 0 | 6  | 141 | 212 |
| 4    | Slagelse Wolfpack     | .000 | 10 | 0 | 0 | 10 | 33  | 352 |

## Playoff

### Tabellone
|  | Semifinali | Semifinali            | Semifinali |                       |    | XXI Mermaid Bowl    | XXI Mermaid Bowl | XXI Mermaid Bowl |  |
|  |            |                       |            |                       |    |                     |                  |                  |  |
|  | 1D         | Triangle Razorbacks   | 42         |                       |    |                     |                  |                  |  |
|  | 1D         | Triangle Razorbacks   | 42         |                       |    |                     |                  |                  |  |
|  | 2D         | Herlev Rebels         | 9          |                       |    |                     |                  |                  |  |
|  | 2D         | Herlev Rebels         | 9          |                       | 1D | Triangle Razorbacks | 0                |                  |  |
|  |            |                       |            |                       | 1D | Triangle Razorbacks | 0                |                  |  |
|  |            |                       | 2N         | Søllerød Gold Diggers | 10 |                     |                  |                  |  |
|  | 1N         | Hvidovre Stars        | 2N         | Søllerød Gold Diggers | 10 | 8                   |                  |                  |  |
|  | 1N         | Hvidovre Stars        |            |                       |    |                     |                  |                  |  |
|  | 2N         | Søllerød Gold Diggers | 35         |                       |    |                     |                  |                  |  |

### Semifinali
| 19 settembre 2009 | Triangle Razorbacks | 42 – 9 | Herlev Rebels |  |

| 20 settembre 2009 | Hvidovre Stars | 8 – 35 | Søllerød Gold Diggers |  |

### XXI Mermaid Bowl
| Farum 3 ottobre 2009 | Triangle Razorbacks | 0 – 10 (0-7 0-3 0-0 0-0) | Søllerød Gold Diggers | Farum Park |

## Verdetti
- Søllerød Gold Diggers Campioni della Danimarca 2009